# 穂別炭鉱
穂別炭鉱（ほべつたんこう）とは、北海道穂別町（現むかわ町）キウス（杵臼）に存在していた炭鉱である。
石油沢（ペンケオビラルカ沢の枝沢）などに坑口があり、キウスに選鉱場、機械工場が存在。両区間は、当初は荷役馬、後に電車線により結ばれていた。また、石炭はキウスから国鉄富内線穂別駅までトラックで運ばれたのち、貨車に積み替えられて輸送されていった。
開鉱当初の経営母体は、北海道炭礦汽船経営の北炭平和炭鉱所管であったが、後に北炭の企業整理に伴い北炭資本下の別法人となった。1955年ころの従業員は264人を数え、出炭量も1956年にピークとなるなど、穂別町の基幹産業の一つとして繁栄するが、1960年代には生産量が急速に落ち、1965年には閉山に至る。閉山時にもなお、埋蔵量は上質炭で2,000万トンの見積もりがされていた。

## 歴史
- 1948年　北炭平和鉱業所穂別鉱として開鉱。
- 1950年　坑内火災発生。坑内を一時水没させて鎮火。
- 1952年　全国炭砿労働組合総本部の指示に基づき無期限ストライキが発生。
- 1953年　北炭直営形態が解消。北炭資本の穂別炭鉱会社が発足。
- 1956年　月産5,000tと生産量がピークになる。
- 1965年　閉山
- 1972年　別経営者により、新穂別炭鉱が海鉱。露天掘りによる採掘がおこなわれる。
- 1975年　新穂別炭鉱閉鉱。

## 現在
炭鉱の形跡はほとんど消失しているが、北海道道74号穂別鵡川線の炭鉱住宅が存在した付近、穂別川に掛かる橋に「炭住橋」の名が残る。
炭鉱労働者が利用してた穂別町内の窪田旅館は、2018年9月6日に発生した北海道胆振東部地震により被害を受けて同年中に閉館した。